# Next Generation ATP Finals 2022
Die Next Generation ATP Finals 2022 fanden vom 8. bis 12. November 2022 im PalaLido in Mailand statt. Teilnahmeberechtigt waren die besten unter 21-jährigen Tennisspieler der Saison. Das Turnier war Teil der ATP Tour 2022. Titelverteidiger war der Spanier Carlos Alcaraz, der in diesem Jahr, trotz erfolgreicher Qualifikation, nicht antrat.

## Qualifikation
Es qualifizierten sich die acht bestplatzierten Spieler der Saison 2022, die zu deren Beginn 21 Jahre oder jünger waren. Dazu kamen zwei Reservisten.
Von den ursprünglich qualifizierten Spielern verzichteten Carlos Alcaraz (auch für die ATP Finals 2022 qualifiziert), Holger Rune sowie Jannik Sinner auf eine Teilnahme, wodurch die drei nächstplatzierten Spieler nachrückten.
| ATP-Race (unter 21-Jährige) 31. Oktober 2022 | ATP-Race (unter 21-Jährige) 31. Oktober 2022 | ATP-Race (unter 21-Jährige) 31. Oktober 2022 | ATP-Race (unter 21-Jährige) 31. Oktober 2022 | ATP-Race (unter 21-Jährige) 31. Oktober 2022 |
| #                                            | ATP-Rang                                     | Spieler                                      | Punkte                                       | Geburtsjahr                                  |
| -------------------------------------------- | -------------------------------------------- | -------------------------------------------- | -------------------------------------------- | -------------------------------------------- |
| –                                            | 1                                            | Carlos Alcaraz                               | 6640                                         | 2003                                         |
| –                                            | 12                                           | Jannik Sinner                                | 2400                                         | 2001                                         |
| –                                            | 18                                           | Holger Rune                                  | 1888                                         | 2003                                         |
| 1                                            | 23                                           | Lorenzo Musetti                              | 1696                                         | 2002                                         |
| 2                                            | 43                                           | Jack Draper                                  | 945                                          | 2001                                         |
| 3                                            | 49                                           | Brandon Nakashima                            | 937                                          | 2001                                         |
| 4                                            | 75                                           | Jiří Lehečka                                 | 630                                          | 2001                                         |
| 5                                            | 89                                           | Tseng Chun-hsin                              | 490                                          | 2001                                         |
| 6                                            | 111                                          | Francesco Passaro                            | 473                                          | 2001                                         |
| 7                                            | 117                                          | Dominic Stricker                             | 467                                          | 2002                                         |
| 8                                            | 130                                          | Matteo Arnaldi                               | 407                                          | 2001                                         |
| Ersatzspieler                                |                                              |                                              |                                              |                                              |
| 9                                            | 124                                          | Luca Nardi                                   | 401                                          | 2003                                         |
| 10                                           | 137                                          | Timofei Skatow                               | 380                                          | 2001                                         |

## Spielplan

### Grüne Gruppe

#### Ergebnisse
| Sieger            | Verlierer         | Ergebnis                    |
| ----------------- | ----------------- | --------------------------- |
| Jiří Lehečka      | Francesco Passaro | 4:1, 4:37, 4:1              |
| Brandon Nakashima | Matteo Arnaldi    | 2:4, 4:37, 4:34, 3:44, 4:2  |
| Francesco Passaro | Matteo Arnaldi    | 4:37, 2:4, 3:44, 4:34, 4:38 |
| Brandon Nakashima | Jiří Lehečka      | 4:1, 4:32, 4:2              |
| Jiří Lehečka      | Matteo Arnaldi    | 4:35, 4:1, 4:34             |
| Brandon Nakashima | Francesco Passaro | 4:34, 4:2, 4:1              |

#### Tabelle
| Pos. | Setzliste | Spieler           | Spiele | Sätze | Punkte |
| ---- | --------- | ----------------- | ------ | ----- | ------ |
| 1    | 4         | Brandon Nakashima | 41:28  | 9:2   | 3:0    |
| 2    | 5         | Jiří Lehečka      | 30:24  | 6:3   | 2:1    |
| 3    | 8         | Francesco Passaro | 28:41  | 3:8   | 1:2    |
| 4    | 9         | Matteo Arnaldi    | 40:46  | 4:9   | 0:3    |

### Rote Gruppe

#### Ergebnisse
| Sieger           | Verlierer       | Ergebnis                     |
| ---------------- | --------------- | ---------------------------- |
| Lorenzo Musetti  | Tseng Chun-hsin | 4:2, 4:2, 4:2                |
| Dominic Stricker | Jack Draper     | 4:35, 4:35, 4:35             |
| Jack Draper      | Tseng Chun-hsin | 1:4, 4:2, 4:32, 4:2          |
| Dominic Stricker | Lorenzo Musetti | 4:35, 4:36, 3:47, 3:46, 4:33 |
| Dominic Stricker | Tseng Chun-hsin | 4:2, 4:1, 4:2                |
| Jack Draper      | Lorenzo Musetti | 4:1, 4:0, 4:33               |

#### Tabelle
| Pos. | Setzliste | Spieler          | Spiele | Sätze | Punkte |
| ---- | --------- | ---------------- | ------ | ----- | ------ |
| 1    | 7         | Dominic Stricker | 42:31  | 9:2   | 3:0    |
| 2    | 3         | Jack Draper      | 34:27  | 6:4   | 2:1    |
| 3    | 2         | Lorenzo Musetti  | 33:36  | 5:6   | 1:2    |
| 4    | 6         | Tseng Chun-hsin  | 22:37  | 1:9   | 0:3    |

### Halbfinale
| Sieger            | Verlierer        | Ergebnis             |
| ----------------- | ---------------- | -------------------- |
| Jiří Lehečka      | Dominic Stricker | 4:1, 4:34, 2:4, 4:1  |
| Brandon Nakashima | Jack Draper      | 4:36, 1:4, 4:2, 4:35 |

### Finale
| Sieger            | Verlierer    | Ergebnis        |
| ----------------- | ------------ | --------------- |
| Brandon Nakashima | Jiří Lehečka | 4:35, 4:36, 4:2 |